# Saint-Patrice-du-Désert
Saint-Patrice-du-Désert là một xã ở tỉnh Orne Hauts-de-France tây bắc nước Pháp. Xã Saint-Patrice-du-Désert nằm ở khu vực có độ cao trung bình 210 mét trên mực nước biển.